# Diffusore acustico a linea di trasmissione

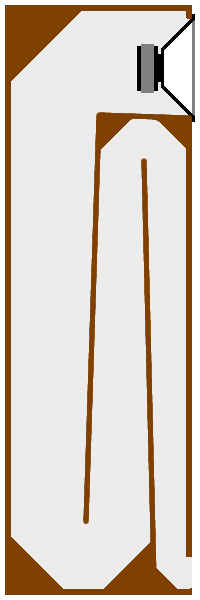
Transmission line enclosure

Un diffusore acustico a linea di trasmissione è un diffusore con disegno (topologia) che usa una linea di trasmissione acustica nel suo cabinet, che si differenzia dai classici disegni a sospensione pneumatica (chiusi) o ventilati bass reflex. Al posto di un riverbero smorzato all'interno del cabinet chiuso, il suono esce dalla parte posteriore del woofer e convogliato lungo una via lunga (generalmente smorzata acusticamente) all'interno del cabinet, che permette un controllo dell'energia acustica verso le tonalità basse.

## Descrizione
All'interno del cabinet della linea di trasmissione (TL), vi è la via di uscita, generalmente ripiegata con anse, in cui il suono si propaga verso l'esterno. La via di uscita è generalmente ricoperta con tipi diversi di isolanti acustici, materiale assorbente acusticamente, e l'uscita può essere libera in aria o anch'essa ricoperta con materiale spugnoso. Usato correttamente tale insonorizzazione evita risonanze e dispersione di energia acustica, con risultante beneficio nel suono, le frequenze vengono assorbite selettivamente per effetto del dotto, o alternativamente emerge solo la parte di energia acustica in fase con l'emissione dell'altoparlante frontalmente, aumentando l'energia emessa alle basse frequenze. La linea di trasmissione è una guida d'onda acustica, e l'imbottitura riduce le riflessioni e risonanze, riducendo la velocità del suono all'interno del cabinet.
I diffusori TL sono più complessi da progettare, e da costruire in serie, ma i vantaggi acustici sono evidenti. Come di regola, i diffusori TL tendono ad avere eccezionale alta fedeltà nelle frequenze basse, con frequenza che rispondono per un subwoofer, raggiungendo l'infrasuono (I modelli prodotti dalla TDL Electronics studio monitor negli anni '90 raggiungevano la risposta in frequenza di 17 Hz con sensibilità di 87 dB per 1 W @ 1 metro), senza necessità di cabinet separati per subwoofer. I diffusori TL hanno un roll off molto più lento alle basse frequenze, e un miglior controllo rispetto ai bass reflex, sono meno sensibili al posizionamento in ambiente, e tendono a creare un'ambientazione da soundstage.
Per contro sono più complessi da calcolare e progettare, rispetto ad altri tipi di cabinet. I parametri di base e le equazioni che descrivono i diffusori con cabinet sigillati reflex sono più facili da capire, rispetto ai diffusori TL, con il risultato finale del prodotto che deve essere sperimentato in fase di realizzazione.

## Principali costruttori
Pionieri:
- Benjamin Olney - con la sua idea originaria di "acoustic labyrinth", mentre lavorava alla Stromberg-Carlson come acoustic engineer e studiò l'aspetto fisico del fenomeno.
- Bailey e Radford - svilupparono assieme un disegno di diffusore nel 1965.
- John Wright assieme a John Hayes e David Brown, con la IMF Electronics Ltd (ovvero TDL Electronics) - Wright, disegnò un braccio per giradischi e per provarlo nella sua superiore qualità audio si recò a New York per prendere un diffusore Tl non commerciale. Decisero così di produrre diffusori acustici con tale principio vincendo anche premi (1968). TDL venne sciolta dopo la morte di Wright nel 1999 e il marchio comprato da Richer Sounds.
- Irving M. "Bud" Fried - incontrò Wright e Hayes nel 1968, e commercializzò i diffusori di questi negli USA. Più tardi creò lui stesso un'azienda costruttrice.
- Martin King e George Augspurger - ricercatori.

Altri:
- Lentek, Newtronics (Temperance line), Gini B+ (Bass Extenders line), T+A Electronics (Criterion line), J M Reynaud,[5] PMC, Salk Sound, Rega (their RS7), Adelaide Speakers, TBI Audio Systems LLC (subcontracted by Asis to research and design smaller TL speakers suitable for embedding into laptops),[6] Marantz (Karoke range), Merkel Acoustic Research/Jeff Merkel,[7] Decibel Hifi (also kit manufacturer),[8] Albedo (Helmholine range), Transmission Audio,[9] Audio Reference (Acoustic Zen line),[10] Radford,[11]

DIY kit:
- UK - IPL Acoustics (article), Falcon Acoustics "Thor"
- USA - GR Research Archiviato il 29 maggio 2018 in Internet Archive. "N3"
- Australia - Red Spade Audio Archiviato il 26 luglio 2017 in Internet Archive. "LSK TL6", "Etude TL", etc, Decibel HiFi
- USA - New York Acoustics, loosely associated with New York Audio Labs , kits and plans for 8" and 10" driver TL speaker cabinets, active in the mid 80's.